# Club Deportivo Guabirá
Club Deportivo Guabirá ist ein Fußballverein aus Montero in Bolivien. Der Verein wurde 1953 gegründet und trägt seine Heimspiele im Estadio Gilberto Parada aus.

## Geschichte
Der Verein wurde 1953 unter dem Namen Unión Maestranza gegründet. Mit dem Meistertitel 1975 gewann Guabirá seine erste Trophäe. Die Meisterschaft verschaffte dem Verein auch einen Platz bei der ersten Teilnahme an einem kontinentalen Wettbewerb: der Copa Libertadores 1976, bei der er den letzten Platz in seiner Gruppe belegte. Im Jahr darauf, 1977, gehörte der Verein zu den 16 Vereinen, die die bolivianische Profiliga gründeten. 1995 wurde der Verein Vizemeister und 2000 wurde das Pokalfinale erreicht, welches allerdings gegen The Strongest verloren ging.

## Rivalitäten
Den Verein verbindet eine Rivalität mit den Sport Boys Warnes, mit denen sie den sogenannten Clásico del Norte austrägt, der als eines der attraktivsten Spiele in Santa Cruz gilt, sowie eine starke Rivalität mit den Mannschaften Blooming und Oriente Petrolero.

## Stadion
Ihre Heimspielstätte ist das Estadio Gilberto Parada, das 18.000 Zuschauer fasst. Obwohl die Mannschaft immer in Montero beheimatet war, spielte sie bis 1999 in Santa Cruz de la Sierra, als ihr Stadion schließlich die Bestimmungen der höchsten Spielklasse erfüllen konnte.

## Erfolge
- Bolivianischer Meister: 1975

## Spieler
- Carlos Lampe (2008)
- Luís Leal (2022–2023)